# Zhang Jiewen
Zhang Jiewen (chiń. upr. 张洁雯; chiń. trad. 張潔雯; pinyin Zhāng Jiéwén; ur. 4 stycznia 1981 w Kanton) – chińska badmintonistka, medalistka Igrzysk Olimpijskich. 